# One-reeler / Act IV
《One-reeler / Act Ⅳ》는 대한민국과 일본의 합작 걸그룹 아이즈원의 네 번째 미니 음반이다. 2020년 12월 7일에 발매되었다.

## 발매 과정
- 2020년 11월 23일, 발매 예정 사실이 공개되었다. 또 앨범 이름과 발매 날짜가 공개되었다.[1]
- 2020년 11월 24일부터 29일까지 오피셜 포토가 공개되었다.
- 2020년 11월 30일, 트랙리스트가 공개되었다.
- 2020년 12월 2일, 뮤직비디오 티저 1이 공개되었다.
- 2020년 12월 3일, 하이라이트 메들리가 공개되었다.
- 2020년 12월 4일, 가사 스포일러가 공개되었다.
- 2020년 12월 5일, 뮤직비디오 티저 2가 공개되었다.
- 2020년 12월 6일, 제22회 엠넷 아시안 뮤직 어워드에서의 무대가 선공개되었다.
- 2020년 12월 7일, 음반이 공개되고 음원이 각종 음원 사이트에 올라왔다.

## 수록 내용
| #            | 제목              | 작사                              | 작곡                                                  | 편곡  | 재생 시간 |
| ------------ | ----------------- | --------------------------------- | ----------------------------------------------------- | ----- | --------- |
| 1.           | 〈Mise-en-Scène〉 | 정호현(e.one)                     | 정호현(e.one)                                         | 3:20  |           |
| 2.           | 〈Panorama〉      | KZ, 비오(B.O.), FAB               | KZ, 비오(B.O.), FAB, Nihonius, 제인스(Jayins), 지예준 | 3:43  |           |
| 3.           | 〈Island〉        | YOSKE, Alive Knob                 | YOSKE, Alive Knob                                     | 3:14  |           |
| 4.           | 〈Sequence〉      | 정호현(e.one)                     | 정호현(e.one)                                         | 3:11  |           |
| 5.           | 〈O Sole Mio〉    | SCORE(13), MEGATONE(13), EDEN(13) | SCORE(13), MEGATONE(13), EDEN(13)                     | 3:30  |           |
| 6.           | 〈느린 여행〉     | 이기, 용배, 김채원                | 이기, 용배, 김채원                                    | 3:19  |           |
| 총 재생 시간 | 총 재생 시간      | 총 재생 시간                      | 총 재생 시간                                          | 20:17 |           |